# Orange (New Jersey)
Pour les articles homonymes, voir Orange.
Orange est une ville du comté d’Essex, dans le New Jersey, aux États-Unis. En 2000, elle comptait 32 868 habitants. La ville d'Orange est souvent associée à ses villes voisines West Orange, South Orange et East Orange.
C'est à Orange que la compagnie de Thomas Edison construit le premier studio de production cinématographique de l’histoire : le Black Maria.

## Personnalités de la ville
- Thomas Edison, (1847-1931), inventeur, a travaillé à West Orange.
- Roderick Firth, (1917-1987), professeur de philosophie à l'université Harvard
- Roy Scheider, (1932-2008), acteur, né à Orange.
- Robert Adams (1937), photographe, né à Orange.
- Dionne Warwick, (1940), chanteuse, née à East Orange
- Chris Latta (1949-1994), acteur, humoriste et doubleur, né à Orange.
- Kevin Spacey, (1959), acteur, né à South Orange
- Stacey Kent, (1968), chanteuse, née à South Orange
- Jerome Adams, (1974), vingtième Surgeon General of the United States, né à Orange
- Zach Braff, (1975), acteur, réalisateur, scénariste, producteur né à South Orange
- Dulé Hill, (1975), acteur
- Lauryn Hill, (1975), chanteuse, actrice, née à South Orange